# Kärrtorps gymnasium
Kärrtorps gymnasium är en kommunal gymnasieskola vid Karlsövägen 9-15 i stadsdelen Kärrtorp i södra Stockholm. Skolhuset ligger i kvarteret Hävringe och ritades  av arkitekt Kjell Ödeen och invigdes 1956. Skolhusen är grönmärkta av Stadsmuseet i Stockholm vilket innebär att de anses vara ”särskilt värdefulla från historisk, kulturhistorisk, miljömässig eller konstnärlig synpunkt”. I oktober 2024 beslutades att lägga ner skolan, vars sista elever går ut ur skolan 2027.

## Bakgrund
Nuvarande stadsplan (Pl 4423) för skoltomten fastställdes 1955. Kvarteret reserverades redan vid en ursprungliga stadsplaneläggningen från 1947 för en högre skola. Sedan dess ökades lokalprogrammet med fler klasser och en idrottshall, varför skoltomten fick utvidgas på bekostnad av angränsande parkmark.

## Byggnader

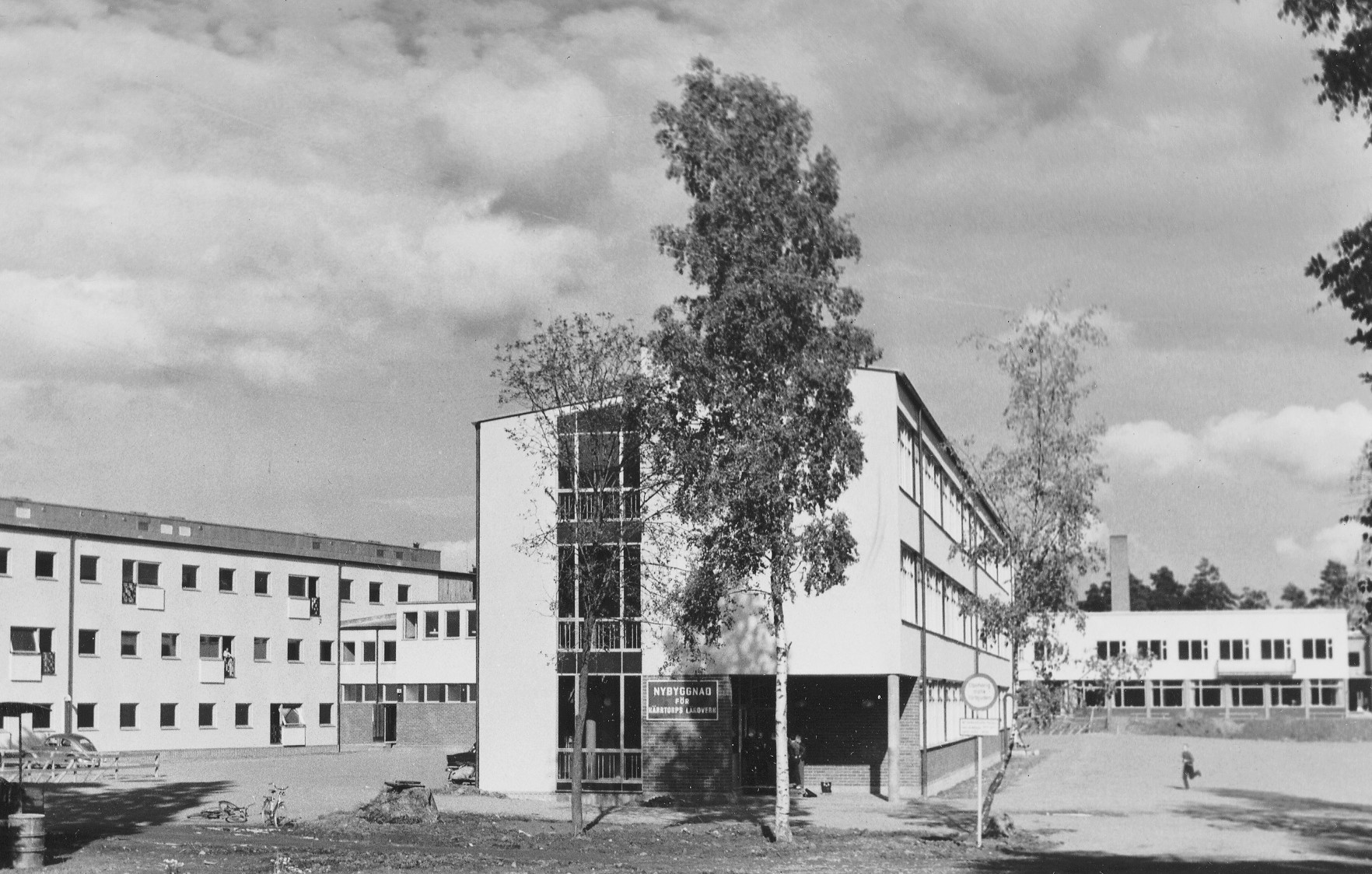
Kärrtorps gymnasium 1957.

I tunnelbandeförorten Kärrtorp, som började byggas i början av 1950-talet, uppfördes två skolor: en grundskola, Skarpnäcks skola invigd 1952, och en gymnasieskola, Kärrtorps läroverk invigd 1956. Den senare heter numera Kärrtorps gymnasium och ritades av arkitekt Kjell Ödeen, för konstruktionerna stod Sven Tyréns konsulterande ingenjörsfirma och beställare var Stockholms folkskoledirektion.
Ödeen ritade distinkt formade byggnadskroppar där varje volym fick sin egen funktion. Arkitekturstilen kallas ”efterkrigsfunktionalism” av arkitekturskribenten Fredric Bedoire. Hjärtat i anläggningen är en centralbyggnad (hus E) varifrån sju olika längor och annex sträcker sig mot väster och öster. Mot väster ligger en klassrums- och en institutionslänga (hus B, C och D). Mot öster placerades musiksal, aula, en byggnad för expedition, matsal och uppehållsrum (hus F), en byggnad för kök och panncentral (hus H) och en vaktmästarbostad med två lägenheter (hus G). 
Centralbyggnaden har fyra våningsplan och öppnar sig mot skolgården genom en pelarburen arkad. Klassrums- och institutionslängorna har tre våningsplan.  Fasaderna är övervägande slätputsade och avfärgade i ljus kulör. Skolan har under slutet av 1990-talet genomgått omfattande renoveringar.
År 1963 utökades bebyggelsen med skolans gymnastikhall som placerades på skolgårdens södra del. Även gymnastikhallen ritades av arkitekt Kjell Ödeen och kallas numera Kärrtorpshallen. 

## Verksamhet

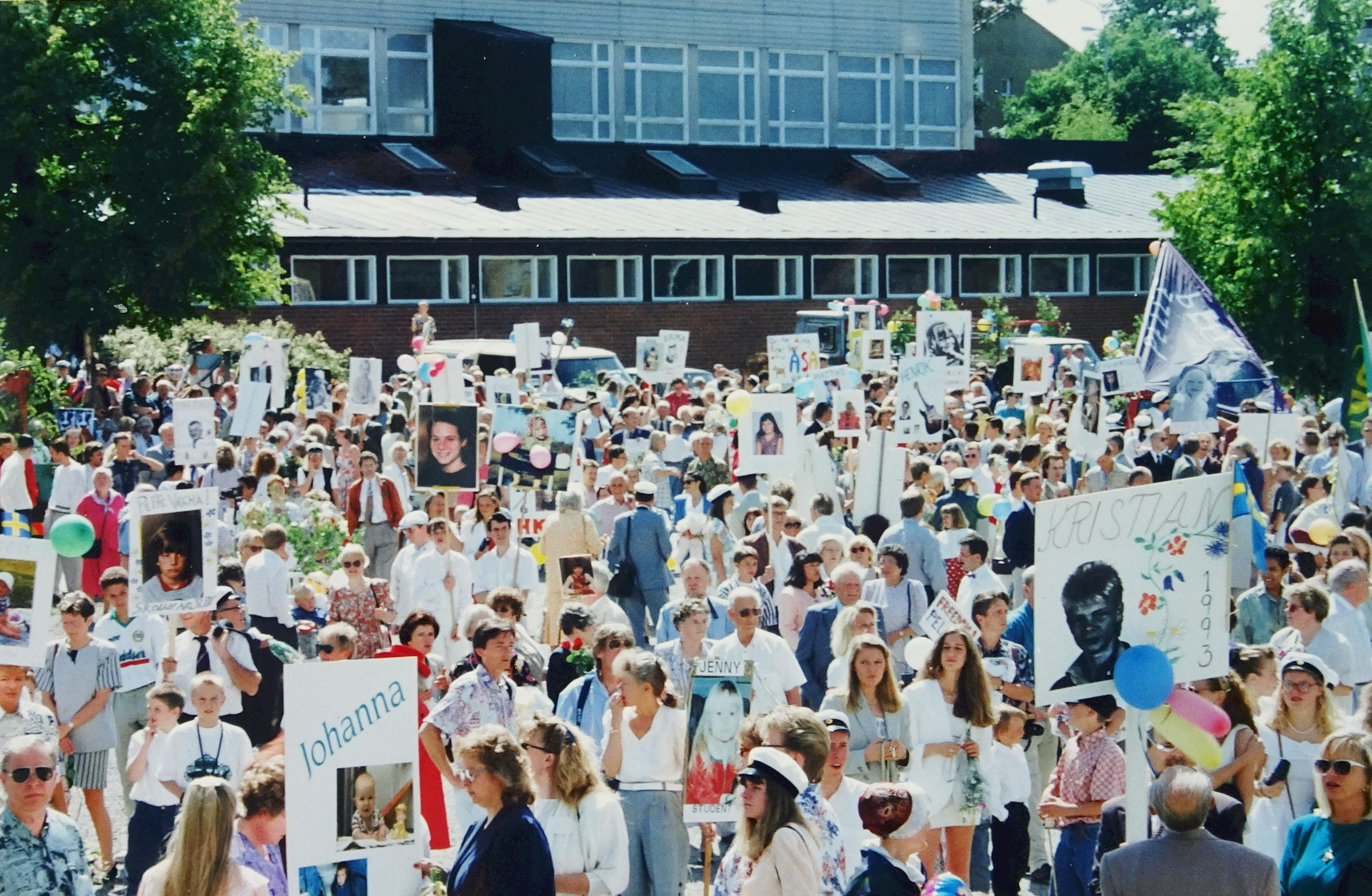
Studenten 10 juni 1993. Skolgården med Kärrtorpshallen i bakgrunden.

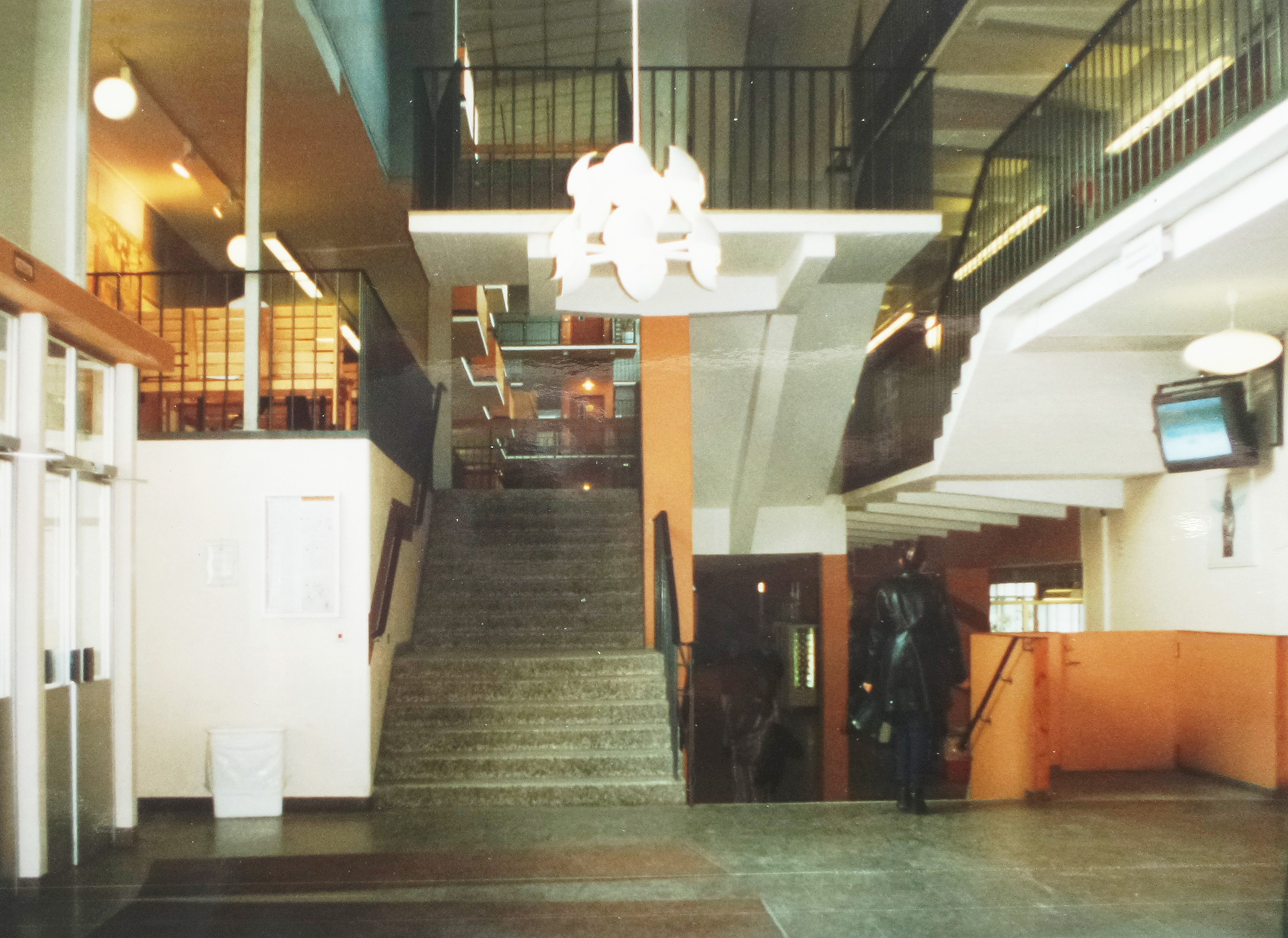
Centralbyggnadens entréhall 1998.

Skolan startade 1956 under namnet Försöksgymnasiet i Kärrtorp och Kärrtorps läroverk. Skolan kommunaliserades 1966 och fick från 1967 namnet Kärrtorps gymnasium. Studentexamen gavs mellan 1959 och 1968. Vid skolan fanns kommunal vuxenutbildning 1992-1998. Skolan hade 2019-2020 cirka 400 elever och 59 medarbetare. Hösten 2018 flyttade friskolan ”Lunaskolan Södra” till hus B vid Kärrtorps gymnasium.

### Utbildningar
Våren 2020 fanns följande program och inriktningar vid Kärrtorps gymnasium:
- Ekonomiprogrammet
  - Inriktning Ekonomi
  - Inriktning Juridik
- Samhällsvetenskapsprogrammet
  - Inriktning Samhällsvetenskap
  - Inriktning Beteendevetenskap
- Naturvetenskapsprogrammet
  - Inriktning Naturvetenskap
- Språkintroduktion
  - För nyanlända ungdomar som behöver nå gymnasiebehörighet
- IMV - programinriktat val

## Skolan i kulturen
År 1995 användes skolan som "Beckaskolan" vid inspelningen av filmen Bert – den siste oskulden.
Delar av år 2007 års julkalender, En riktig jul spelades in på skolan, med elever från musikklasserna i Järla skola.

## Bilder

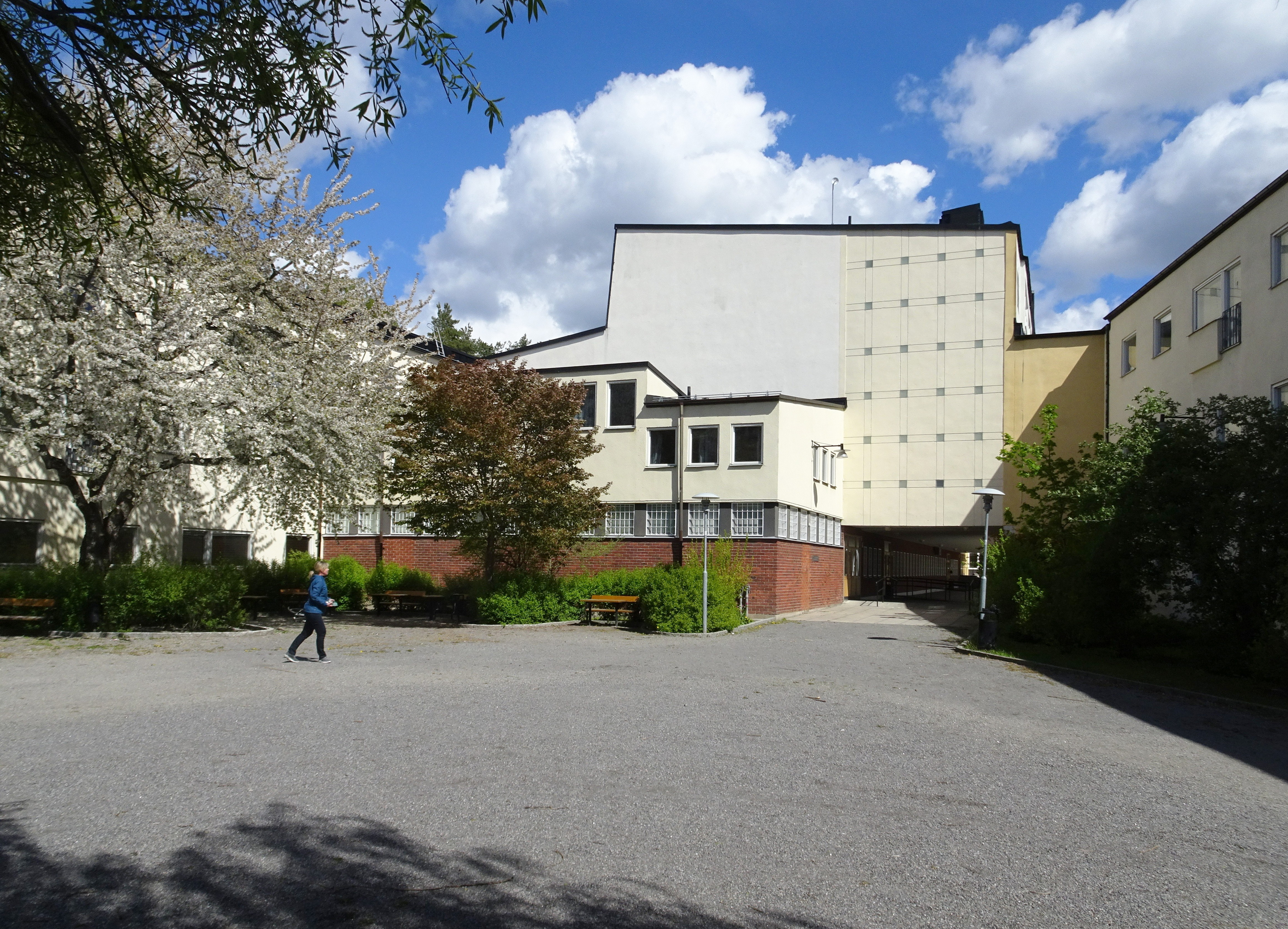
Hus E.
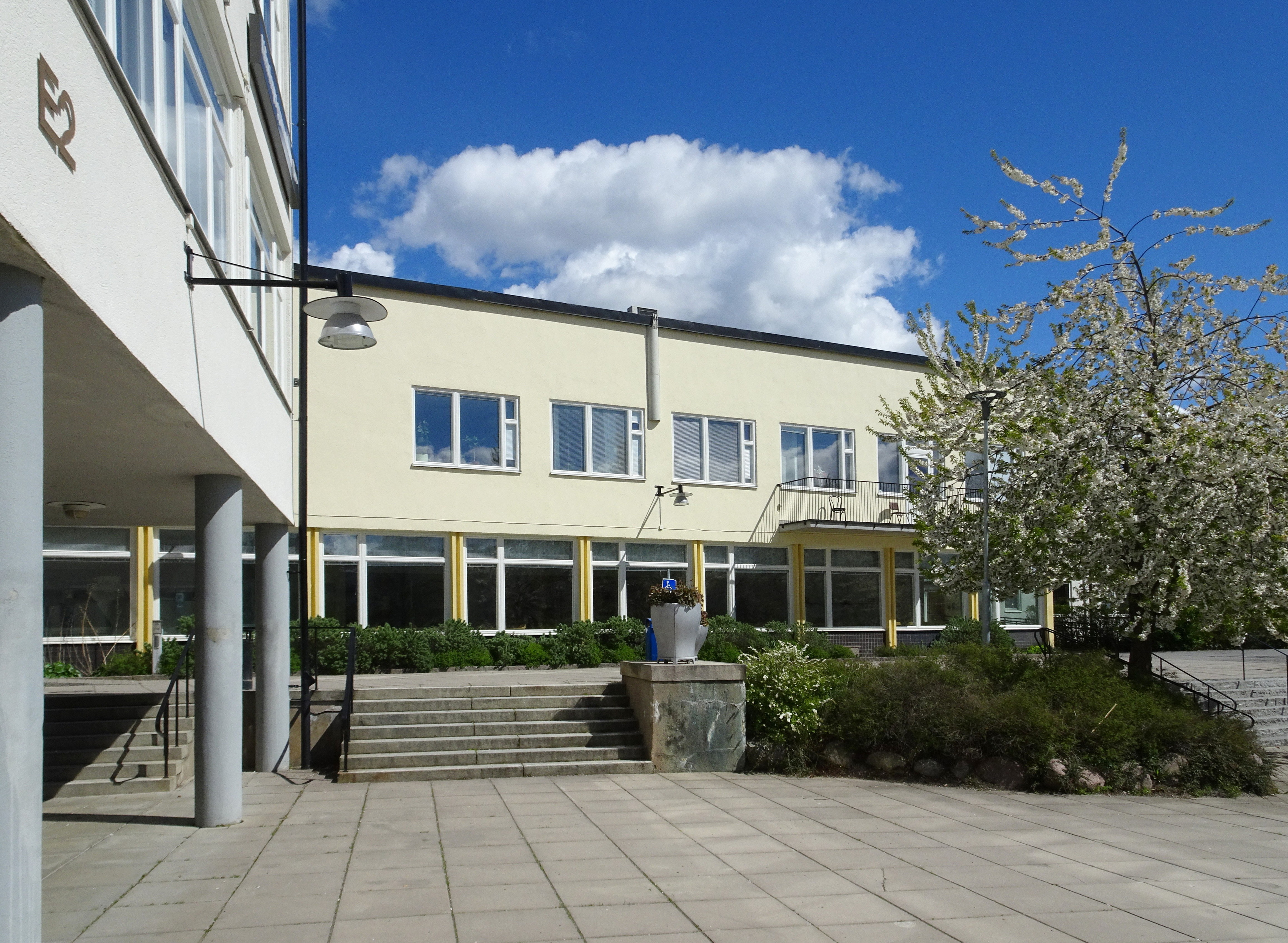
Hus E och F.
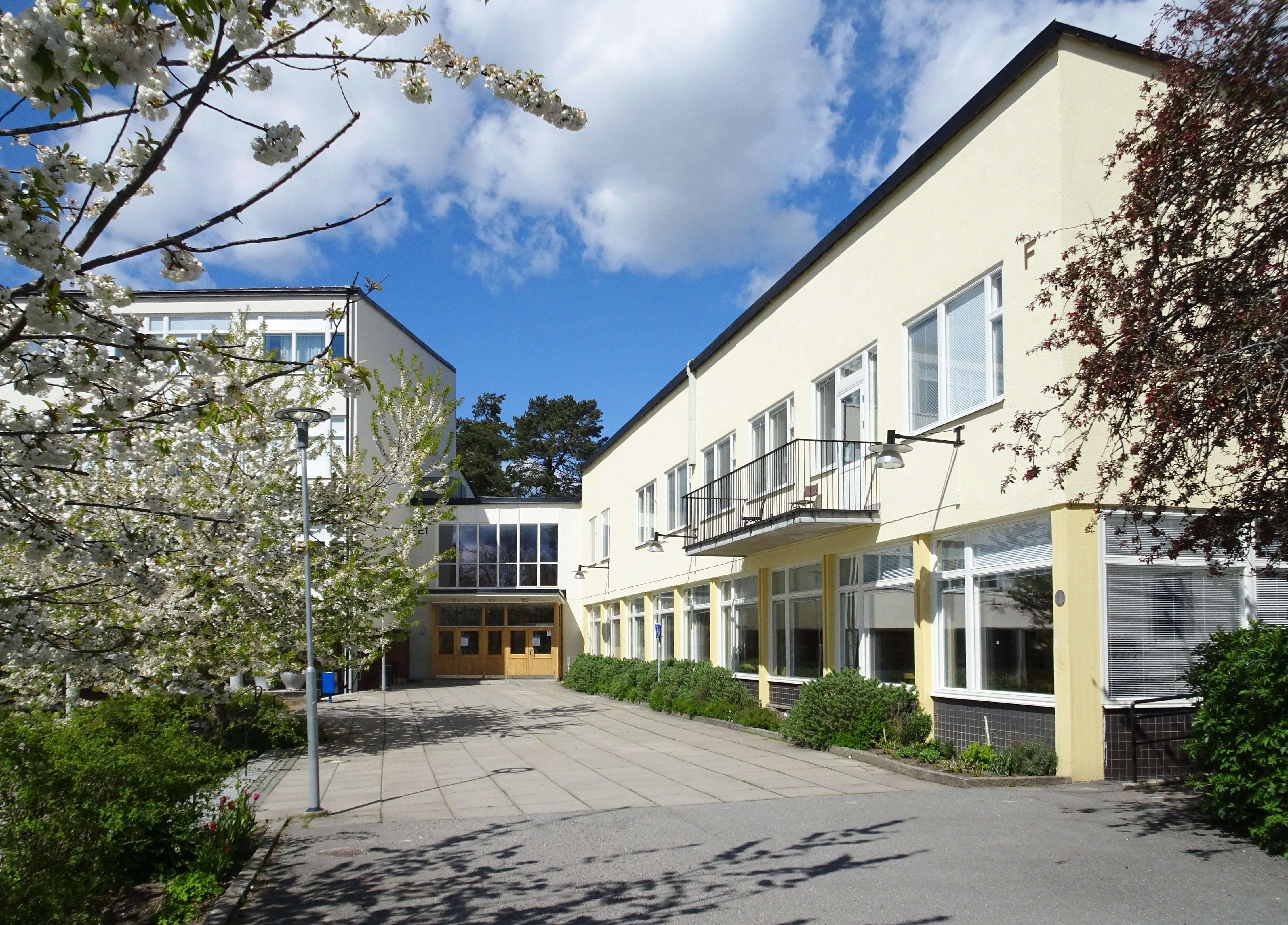
Hus F.
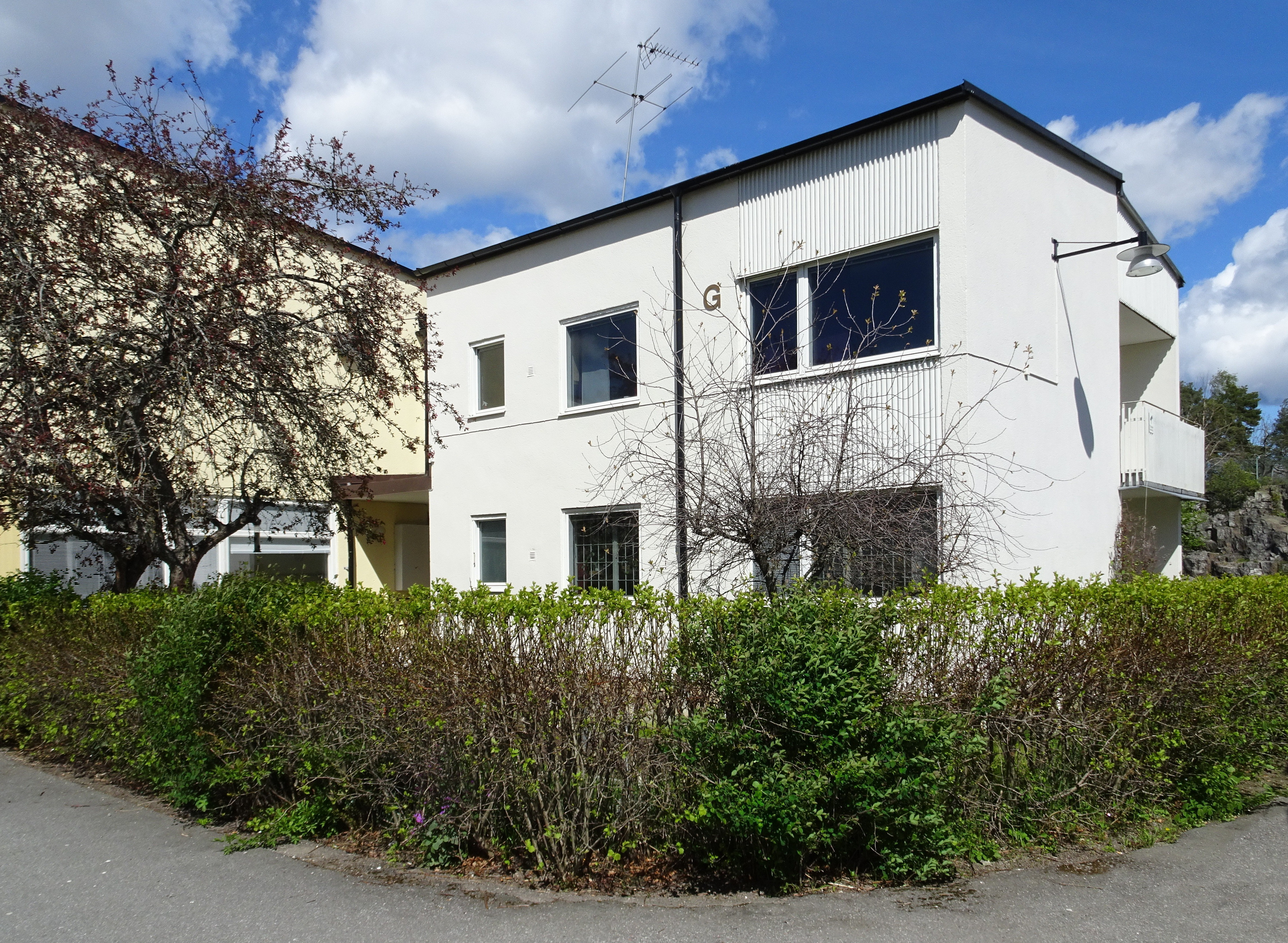
Hus G.
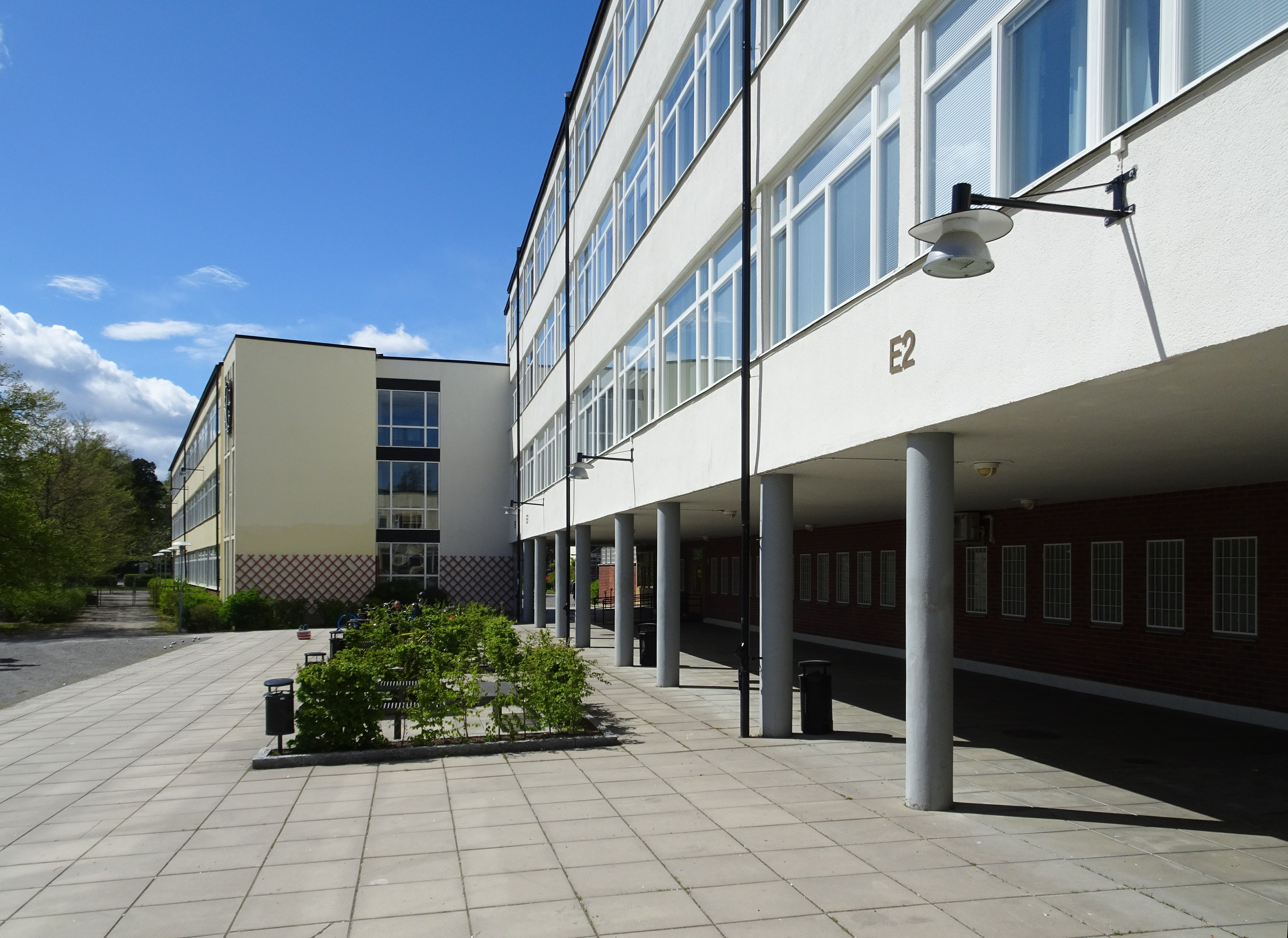
Hus E och B.